# 俺のバカ
俺のバカ（おれのばか）は、日本のお笑いコンビ。大川興業に所属していた。2003年結成。
以前はプチ鹿島とバカ野坂の2人組だったが、2007年9月に野坂の脱退が公式WEB上で発表された。それ以後は鹿島一人で『俺のバカ』の名を守りつつ活動しているが、新しい相方を募集中とのことである（そのため、解散ということではない）。

## メンバー
- プチ鹿島（1970年5月23日 - ）ツッコミ担当

本名：鹿島智広（かしま ともひろ）
長野県千曲市出身、身長157cm、趣味は野球。特技はキャッチボール。
大阪芸術大学放送学科卒業。大学生時代、友達とラップグループ『イエローモンキークルー』を結成し、CDを発売している。
バカ野坂の“調教師”という設定とされ、いつも鞭（というよりは縄跳びの跳び縄を改造したようなもの）を持っている。チョビ髭がトレードマーク。
過去に『骨太熱』『鹿島商業』『第三勢力』というお笑いグループを組んでいた。
エーライフプロダクツ、ニチエンプロダクションを得て、現在はプチ鹿島として2011年4月より、芸人活動に絞る為に再度フリーに転向。2012年5月よりオフィス北野に所属。
元メンバー
- バカ野坂（1977年12月13日 - ）ボケ担当

本名：野坂泰寛（のさか やすひろ）
岩手県盛岡市出身、身長176cm、趣味は映画。専修大学北上高等学校自動車科卒業。
レスリングが得意で、アニマル浜口の弟子である。全国社会人オープンで2位の実績を残している。
2007年9月に公式WEB上で自ら脱退を発表した。それによると、実家の近くに花巻空港があり、よく飛行機を見に行っていたということからパイロットになりたいという夢が膨らみ、今回一念発起してパイロットになるための勉強を始めるため、お笑いもレスリングも辞めることを相方に伝えたとのことである。

## 芸風
- 「ツッコミとボケ」ではなく、「ツッコミとバカ」のコンビを自称していた。
- 鹿島・野坂時代のステージでは、登場した時には野坂が“いないいないばあ”のような感じで『いないいないバーカ』のポーズをとり、その後鹿島が『俺のバカ!』と言って野坂に背を向けて鞭を叩くという始まり方。ネタをしている間も、オチの時には鹿島が野坂のいる方とは逆の方を向いて鞭を叩いていた。
- 最後は二人一緒に腰を振りながら『お～れ～の～バ～カ』と歌って終わっていた。
- 主なネタのテーマに『ダジャレの真実』など。

## 出演

### テレビ
- 爆笑オンエアバトル 戦績0勝4敗 最高389KB
- インパクト!
- 登龍門F 2005年1月1日
- 「女王の教室」スペシャル エピソード2～悪魔降臨～
  - 鹿島 - 学年主任役
  - 野坂 - 体育教師役

※2006年3月18日日本テレビ系（視聴率20%を超えた）
- 課長島耕作2 香港の誘惑（日本テレビ）※鹿島のみ
- 左目探偵EYE（2009年10月3日、日本テレビ）

### ゲーム
- 「悪代官3」（PlayStation 2）
  - 鹿島 - 悪徳商人「恵比寿屋金蔵」役（準主役）
  - 野坂 - 丁稚役

（俺のバカ・ミニゲーム付き）

### DVD
- まめ〜若手芸人コンプリートカタログ〜 Vol.1 （徳間ジャパンコミュニケーションズ）
- お笑いスター（予定）名鑑!?・1 （グレード・コミュニケーション）

## ライブ
- トークライブ『バカを見る会』（2007年5月31日）

会場：ネイキッドロフト
ゲスト：いとうあさこ、ジジ・ぶぅ、猫ひろし
初単独ライブにして初トークライブ。店のシステムが変更になるほどの超満員を記録した。

## 著書
- 『東京ポッド許可局～文系芸人が行間を、裏を、未来を読む』（プチ鹿島名義。マキタスポーツ、サンキュータツオ、みちとの共著、新書館、2010年）
- 『思わず聞いてしまいました!!【活字版】』（プチ鹿島名義、居島一平との共著、スコラマガジン、2012年）
- 『うそ社説【電子書籍版】』（プチ鹿島著、ボイジャー、2012年）
- 『うそ社説【立ち読み版】』（プチ鹿島著、ボイジャー、2012年）
- 『うそ社説２【電子書籍版】』（プチ鹿島著、ボイジャー、2013年）
- 『うそ社説２【立ち読み版】』（プチ鹿島著、ボイジャー、2013年）